# Національна галерея (Лондон)
Лондонська Національна галерея (англ. The National Gallery) — музей в Лондоні, що містить понад 2300 полотен західноєвропейського живопису XIII — початку XX століття. Один з найвизначніших художніх музеїв Великої Британії. Картини в галереї експонуються за хронологічним принципом.
Національна галерея (Лондон) займала сьоме місце в ТОП-20 музеїв світу за чисельністю відвідувань у допандемічному 2019 році за даними Theme Index and Museum Index 2022 (перше місце в ТОП-20 займав Лувр) та трете місце серед британських музеїв. Музей у 2019 році мав майже 6,0 млн відвідувань. Пандемія Covid-19 сильно вплинула на відвідування – у 2020 році кількість відвідувачів становила 1,2 млн осіб, у 2021 році – 709 тис. У 2022 році стан справ покращився, відбулося певне відновлення інтересу до експозицій National Gallery, чисельність відвідувань збільшилась до 2,7 млн.

## Історія галереї

### Попередні 150 років
Наприкінці 18 століття на континенті виникли великі мистецькі збірки у вигляді королівських (палацових) колекцій — в Мадриді, Парижі, Дрездені, Петербурзі. Поступово вони ставали дедалі відкритішими для прихильників мистецтв і набували популярності. Перетворення у Франції королівської збірки на перший в Європі публічний музей (27 вересня 1792 року, ще за часів революції) відкрило епоху створення публічних музеїв.
- В Англії з мистецькими колекціями була дещо інша ситуація. Королівське зібрання Карла І ще у 1649 р. було розпродане за наказом Кромвеля після страти короля і перейшло у збірки на континенті. Англія назавжди втратила значну мистецьку колекцію.
- Нова Ганноверська династія, що посіла королівський трон Англії, не цікавилась мистецтвом. Король Георг II говорив, що не бачить в мистецтві жодної потреби. Король Георг III підписав наказ про створення Королівської Академії мистецтв і навіть передав палацову бібліотеку новоствореному Британському музею, але меценатом не був і бути ним не хотів.
- Розпочав свою діяльність «Британський інститут», він ставив за мету організацію мистецьких виставок. Так справа створення Національної галереї почала формуватися в уяві нації.
- Відсутність значної королівської збірки, що могла би стати підмурками такої галереї, спричинила інші шляхи створення галереї. Ними стали громадянські ініціативи британських багатіїв, що передавали свої приватні збірки на користь Національної галереї. Тому такий скромний початок у галереї в Лондоні.
- Колекція банкіра Ангерстейна дала 38 картин.
- Джордж Бомонт збільшив збірку до 54 картин.
- Колекціонер Холуелл-Карр заповів галереї 34 картини у 1831 році.
- За перші 10 років існування галереї уряд придбав для неї лише шість картин.

### Приміщення

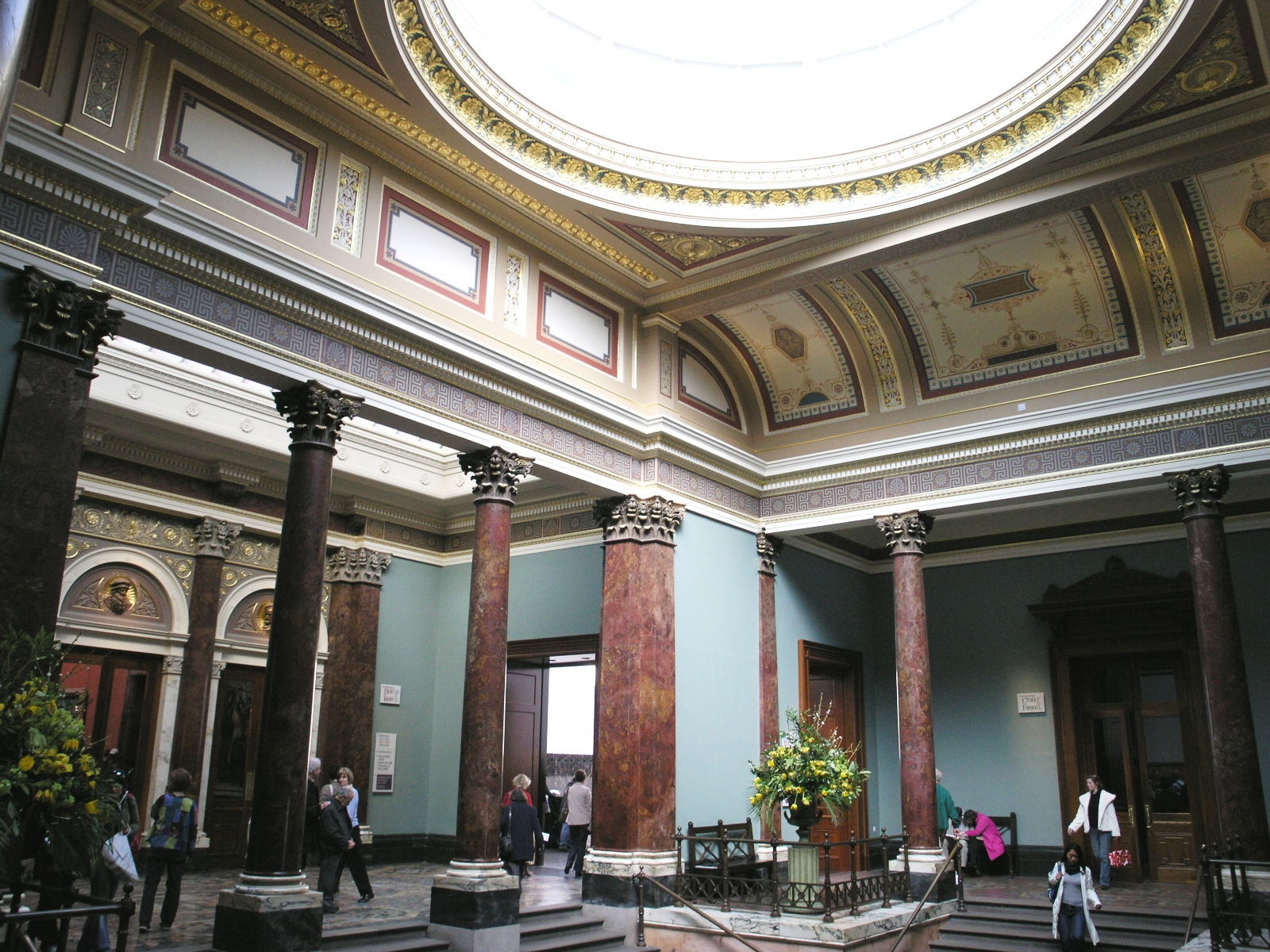
Холл музею

Невелика первісна галерея не мала власного приміщення. Її розмістили в будинку покійного Ангерстейна. Картини займали усі стіни, в залах було тісно, накопичувався бруд від відвідувачів. У 1830 р. архітектор Вільям Вілкінс отримав замову на проєкт приміщення для галереї. У 1831 приміщення відкрили для відвідин.
Приміщення побудували на півночі Трафальгарської площі. Вілкінс не був багато обдарованою особою, а малоприємний стиль пізнього англійського класицизму ще більше звузив можливості архітектора. Плаский фасад прикрашений традиційними портиками, колонами, пілястрами, трикутним фронтоном, куполом в центрі і негармонійними бічними. За проєктом повинні бути ще скульптури, але їх так ніколи і не зробили.

### Відкриття і подальша історія

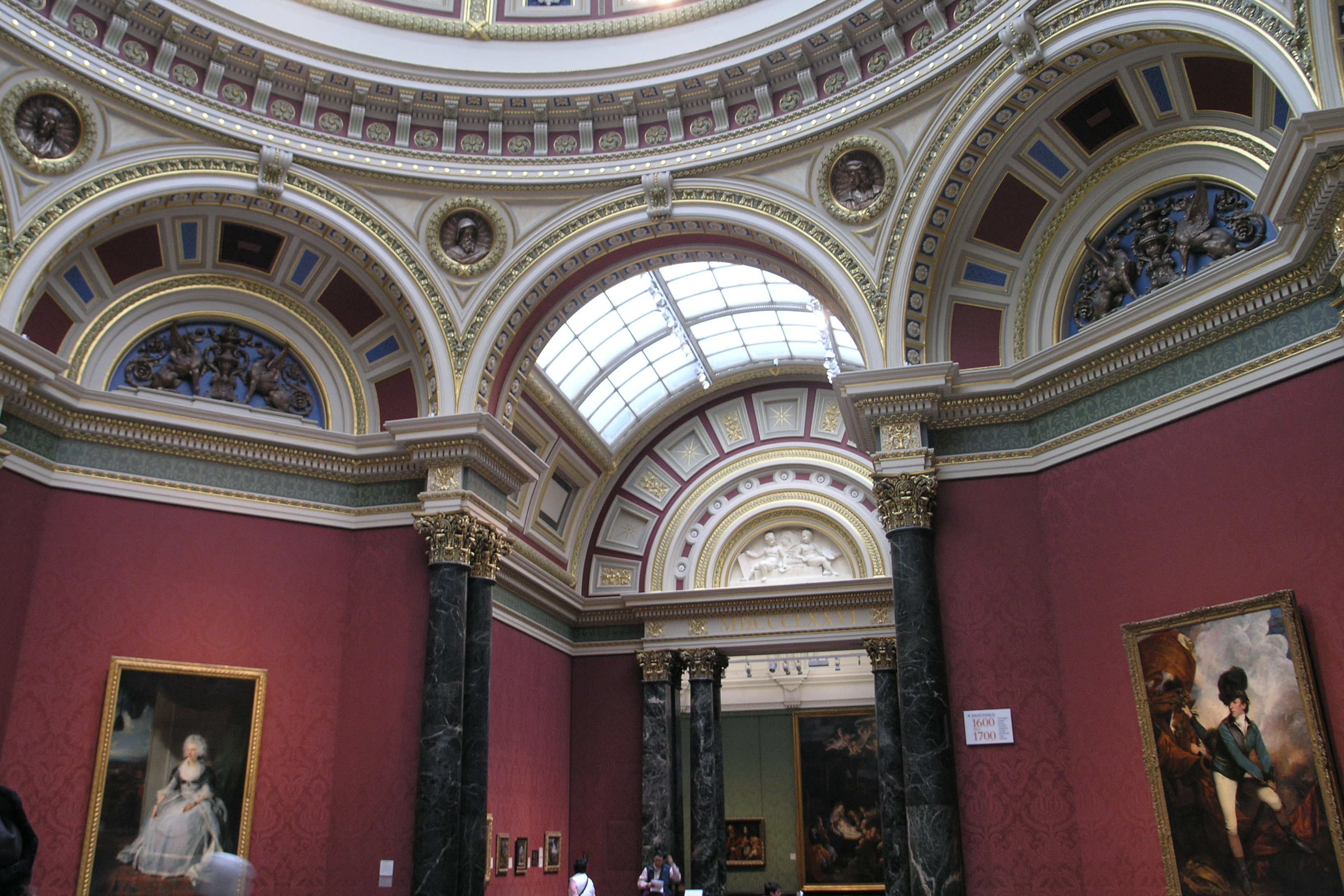
Зал британського портрета 1750—1800 років

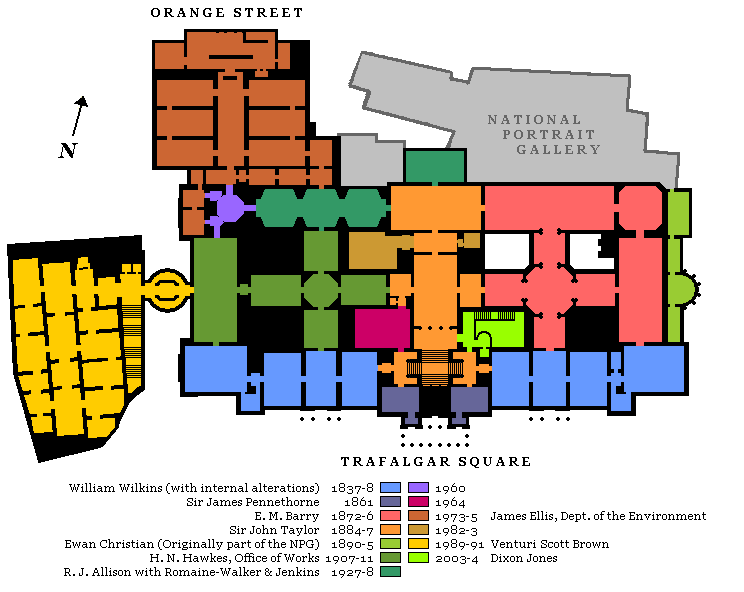
План першого поверху музею

Відкрито 9 квітня 1839 року. Іноді датою заснування вважають травень 1824 року, коли була придбано колекцію з 38 картин Ангерстейна, яка стала ядром майбутньої галереї. У 1824 році уряд вирішив придбати колекцію банкіра Ангерстейна: п'ять пейзажів Клода Лоррена, полотно Себастьяно дель Пйомбо «Воскресіння Лазаря», картини «Венера і Адоніс» Тіціана, «Викрадення сабінянок» Рубенса, хогартівську серію «Модний шлюб», портрет адмірала Гітфілда пензля Рейнольдса та «Сільське свято» Вілкі.
Картини виставлялися на вулиці Пелл-Мелл в будинку № 105. 2 квітня 1824 року парламент ухвалив виділити для цієї мети 57 тис. фунтів стерлінгів разом з 3 тис. фунтів на перші потреби галереї. Згодом новими картинами колекцію поповнив Джордж Бомонт: пейзаж Каналетто «Будинок каменяра», композиція Веста «Орест і Пілад», Вілкі «Сліпий скрипаль», пейзаж Рубенса «Пейзаж із замком Стен». Кількість картин досягла 54.
1831 року галерея поповнилася великою кількістю картин, що їх заповідав колекціонер Голуелл-Карр («Святий Георгій» Тінторетто, «Святе сімейство» Тіціана, «Святе сімейство» Андреа дель Сарто, «Жінка, що купається в струмку» Рембрандта). У 1831 році в галереї налічувалося 105 картин.
Зростання галереї спричинило потребу відповідного приміщення. В 1831 році почалося будівництво за проєктом архітектора Вілкінса на північній стороні Трафальгарської площі. У 1838 році галерея була урочисто відкрита для публіки.
В 1836 році було видано перший каталог всієї колекції в двох томах, в яких були дані про всі 114 картин з докладним описом кожної з них.
У 1838 році за заповітом лорда Фарнбру галерея поповнилася такими картинами як «Вечір» Рубенса, «Пейзаж із заходом сонця», «Пейзаж із замком Стен», «Водопій», «Віз, що їде на ринок» Гейнсборо, «Хлібне поле» Констебла.
1847 року Роберт Верон подарував галереї 156 картин англійських художників. В 1851 році після смерті художника Джозефа Маллорда Вільяма Тернера за заповітом перейшло 300 його картин та 19 тисяч малюнків і акварелей. В 1857 році придбано колекцію Ломбарді-Бальді (картини Дуччо, Маргарито з Ареццо, Паоло Учелло).
У 1869 році галерея отримала п'ять нових залів.
У 1875 році галерея поповнилася колекцією з 94 картин Уїнна Елліса, які він заповів Національній галереї. Таким чином кількість картин в галереї сягнула тисячі.
1876 року було побудовано східне крило галереї.
У 1884 році було куплено полотно «Мадонна Ансідеї» Рафаеля і «Кінний портрет Карла I» Ван Дейка.

### Надзвичайні можливості поповнення
Незважаючи на скромний початок, галерея мала і має надзвичайні можливості для поповнення своїх фондів. Це йде від наявності в країні надзвичайно цінних мистецьких збірок, сформованих впродовж декількох століть в приватних збірках. Багатії Британії роками відпочивали на континенті і роками вивозили з Європи італійський та французький живопис, порцеляну, картини, меблі, історичні вироби декоративно-ужиткового мистецтва від античності і середньовіччя до сьогодення. Приватні збірки поповнили колоніальні вивози з Індії, Африки, Америки, а також наявність в Лондоні двох значних мистецьких аукціонів — Крістіз та Сотбі.

### Деякі придбання в 20 ст.
- 1916 р. галерея придбала вівтарний образ 15 ст. Мазаччо — «Мадонна з немовлям».
- у 1924 р. по заповіту Монда галерея отримала чергових Боттічеллі («Сцени життя Св. Зиновія») та Тіціана.
- У 1934 р. галерея придбала картину «Знущання над Христом» — авторства Ієроніма Босха
- У 1954 р. галерея стала власницею двох картин Гейнсборо («Ранкова прогулянка» та «Портрет містера і місіс Ендрюс»)
- У 1962 р. галерея придбала картон Леонардо да Вінчі («Св. Анна та Марія з немовлям») та «Пейзаж» Джорджоне.
- У 1972 р. галерея отримала «Натюрморт» Пікассо та «Портрет Грети Моль» Матісса.
- За період директорства Майкла Леві з 1973 по 1986 рр. Національна галерея придбала нові полотна авторства таких художників:
- Понтормо
- Парміджаніно
- Караваджо
- Рафаель Санті
- Франс Галс
- Дієго Веласкес
- Клод Моне
- Каміль Піссарро
- П'єр-Огюст Ренуар.

### Галерея Тейта
У 1889 році заможний промисловець Генрі Тейт подарував свою колекцію живопису державі. Він підтримував створення галереї суто англійських художників. Після тривалих переговорів було вирішено заснувати Національну галерею британських мистецтв, яка змінила свою назву в 1917 році й стала називатися Національною галереєю в Міллбанк. Невдовзі вона стала називатися Галереєю Тейт (англ. Tate Gallery). Галерея Тейт входила до Національної галереї, але з 1955 року — це самостійний музей.

## Практична інформація
Проїзд на метро до Charing Cross, Leicester Square, Embankment
Музей відчинено щодня з 10:00 до 18:00, щоп'ятниці до 21:00

## Галерея

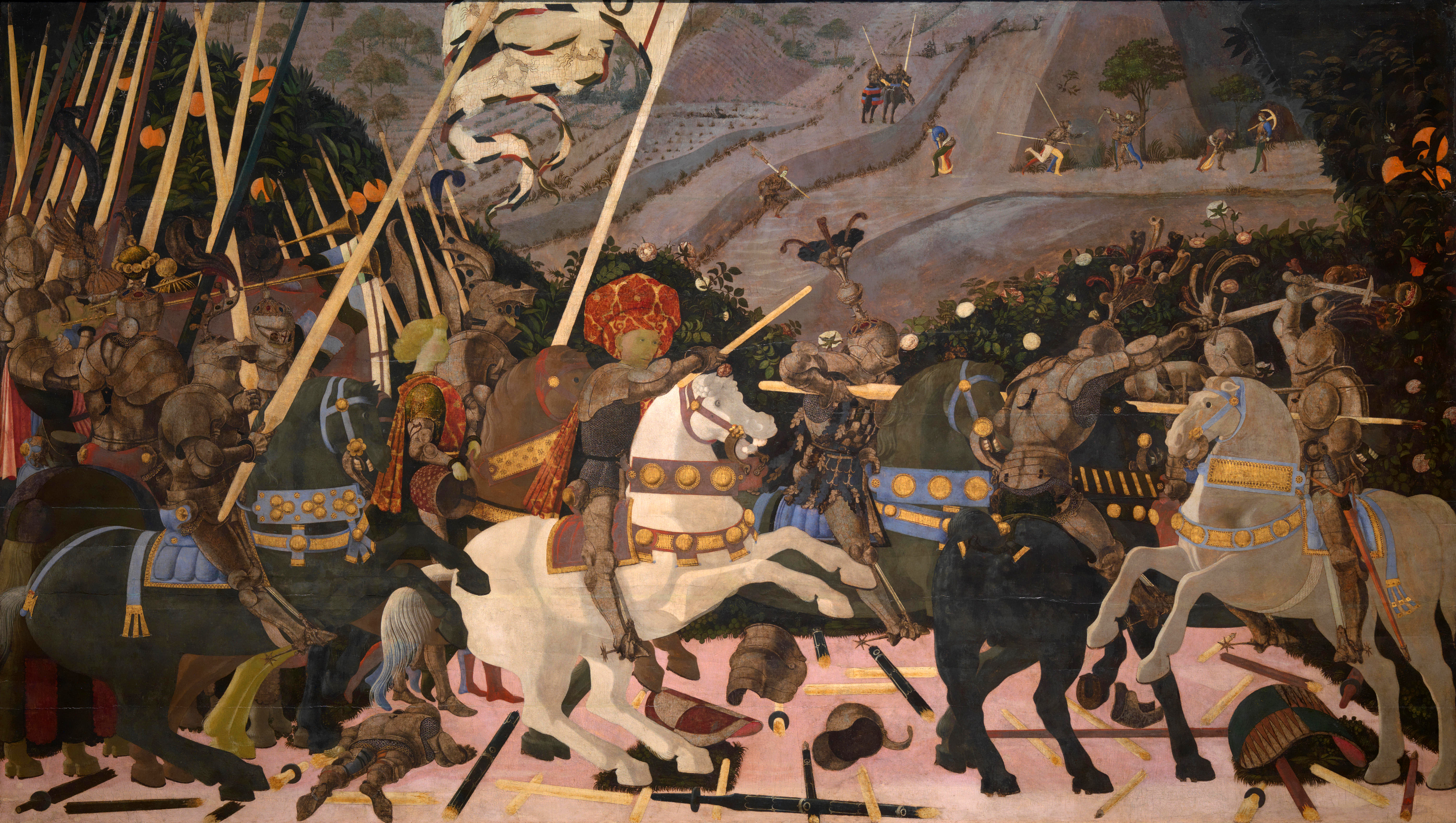
Паоло Учелло: Битва при Сан Романо
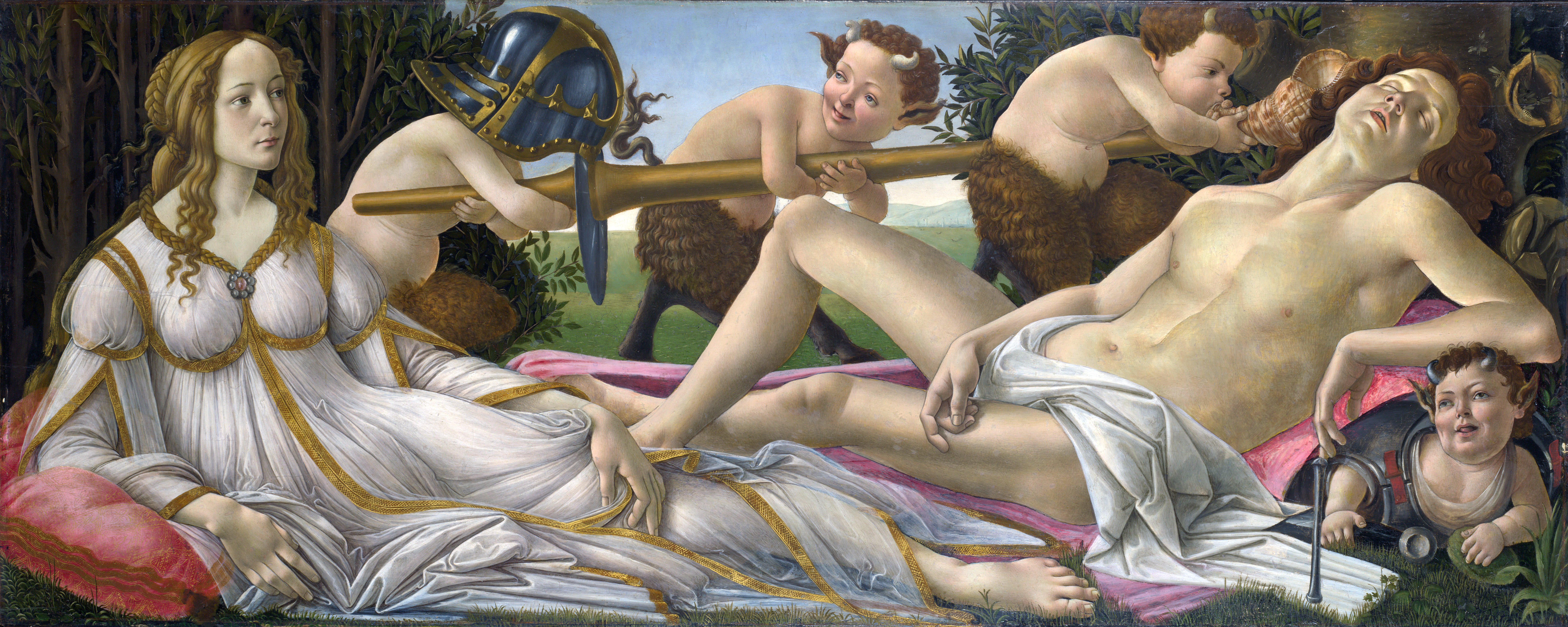
Сандро Боттічеллі: Венера і Марс
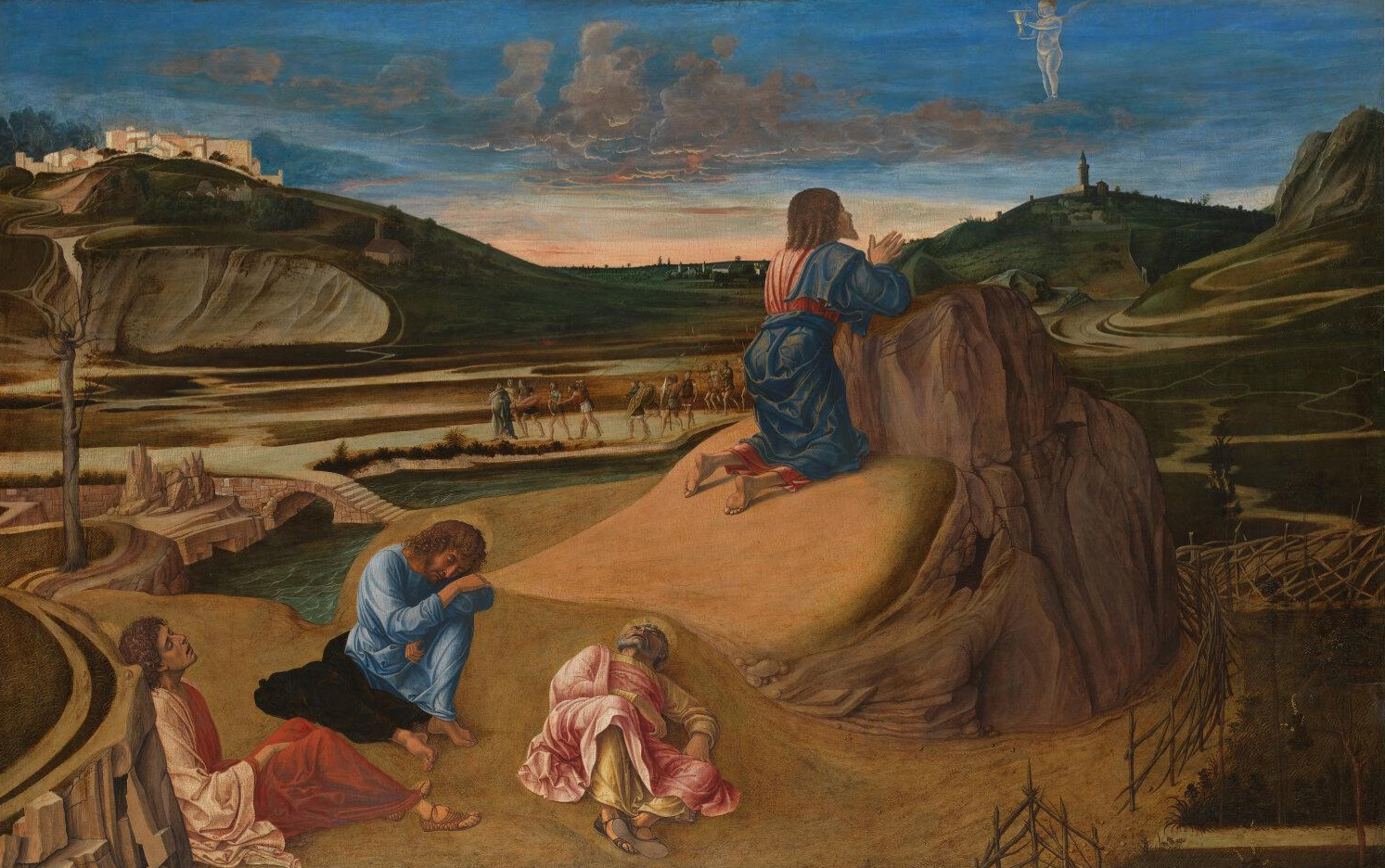
Джованні Белліні: Моління про чашу
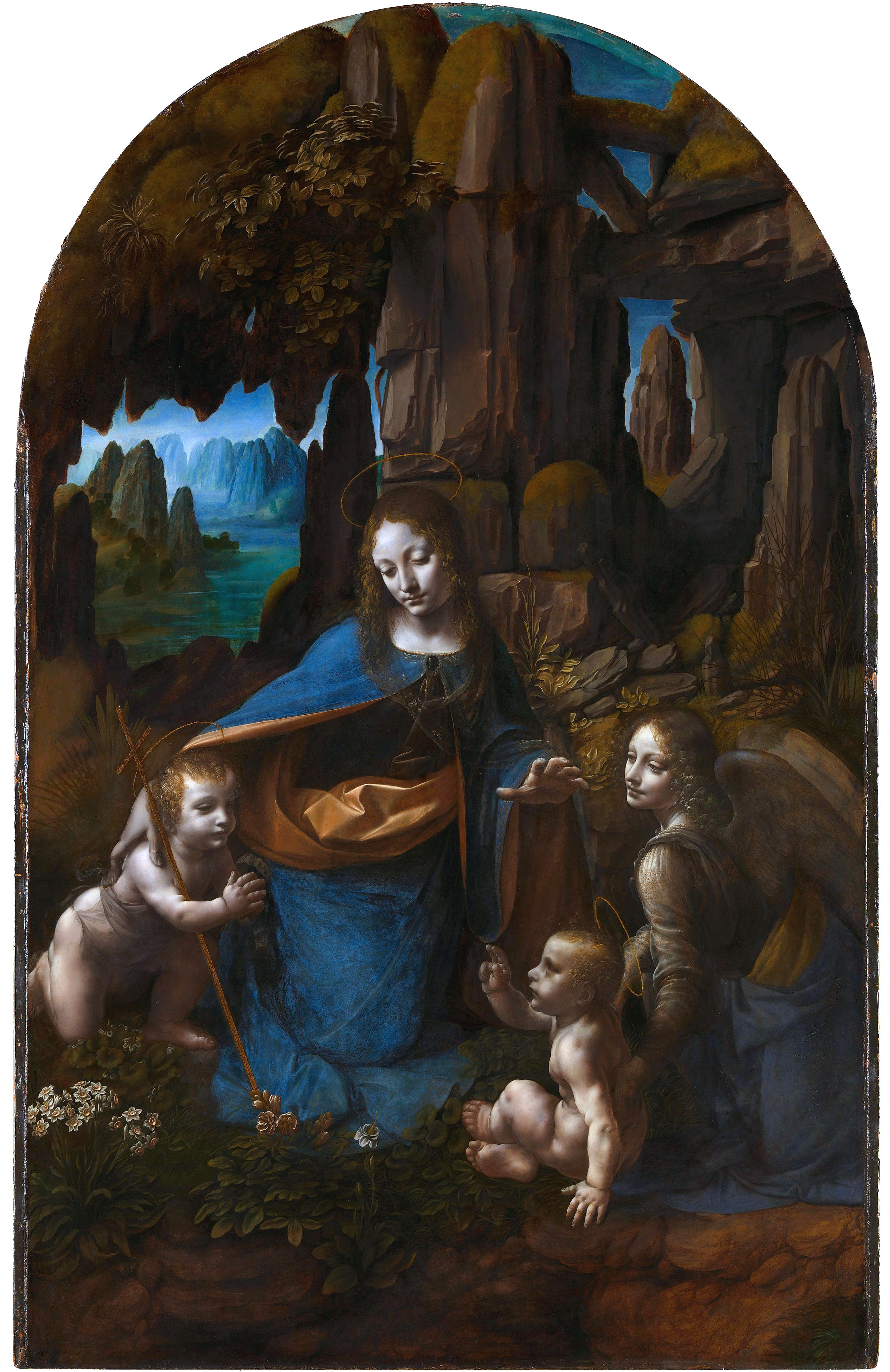
Леонардо да Вінчі: Мадонна в скелях
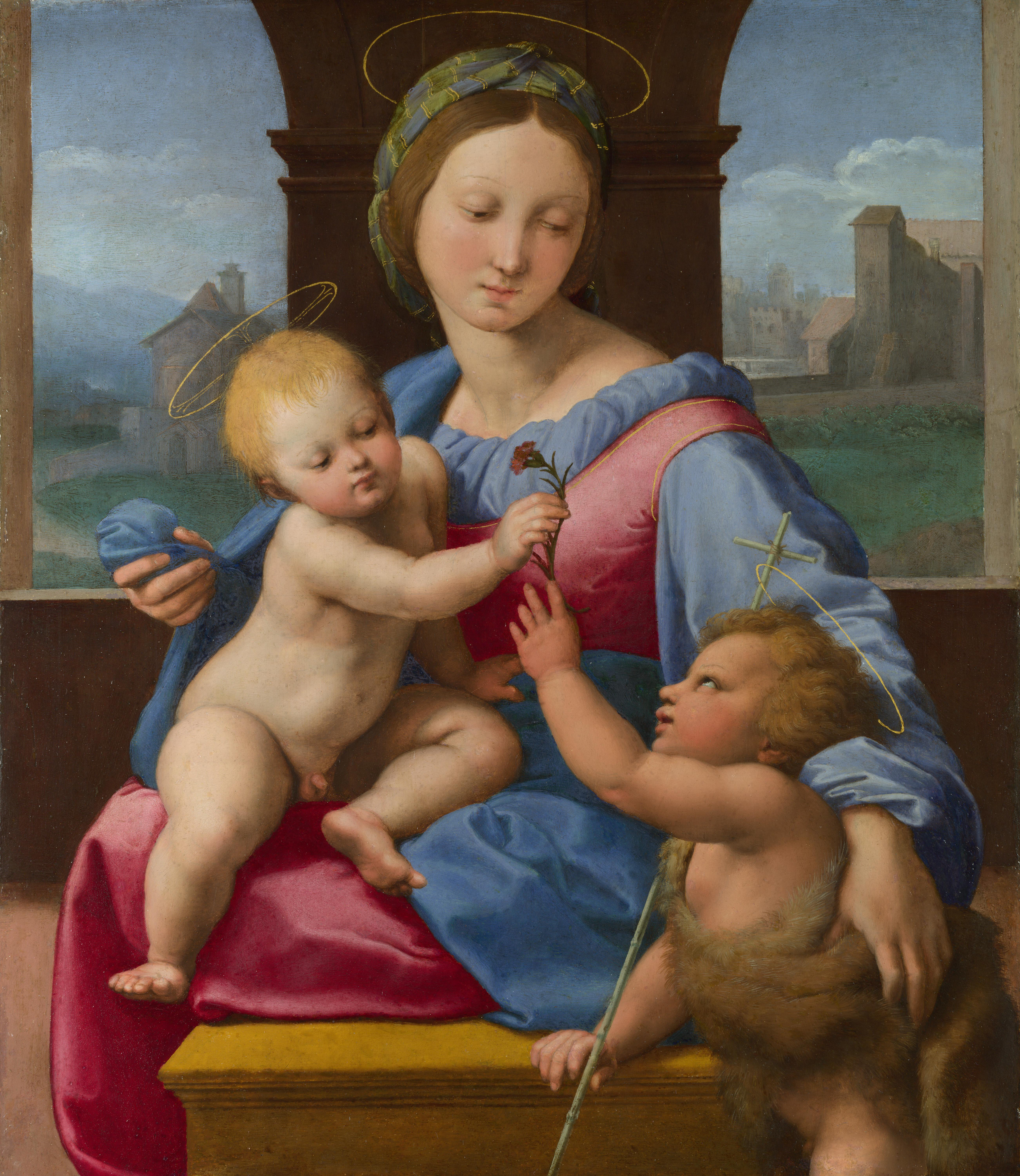
Рафаель: Мадонна Альдобрандіні
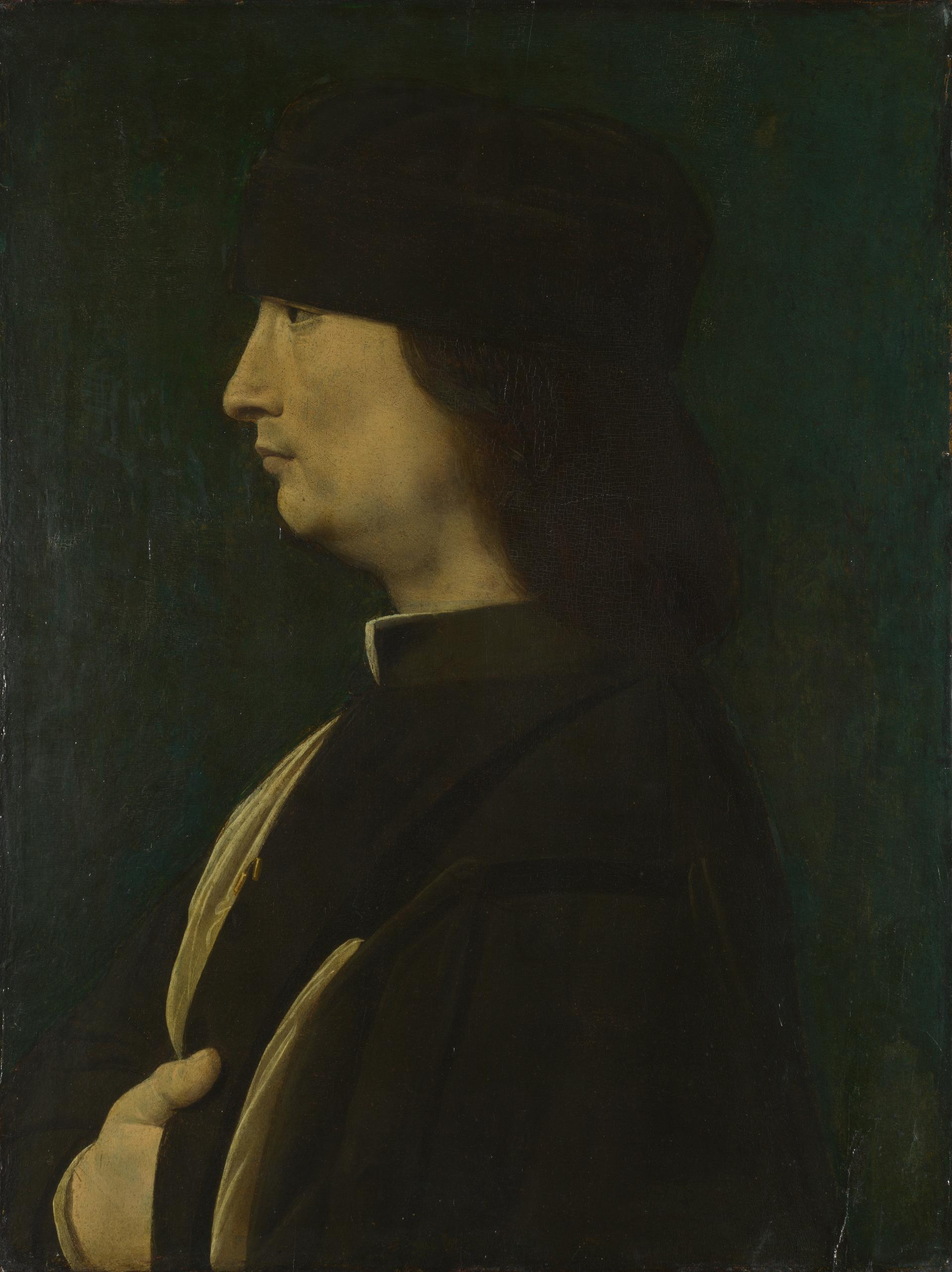
Джованні Больтраффіо «Чоловік у профіль», між 1498 та 1516
Ганс Гольбайн молодший: Посланці
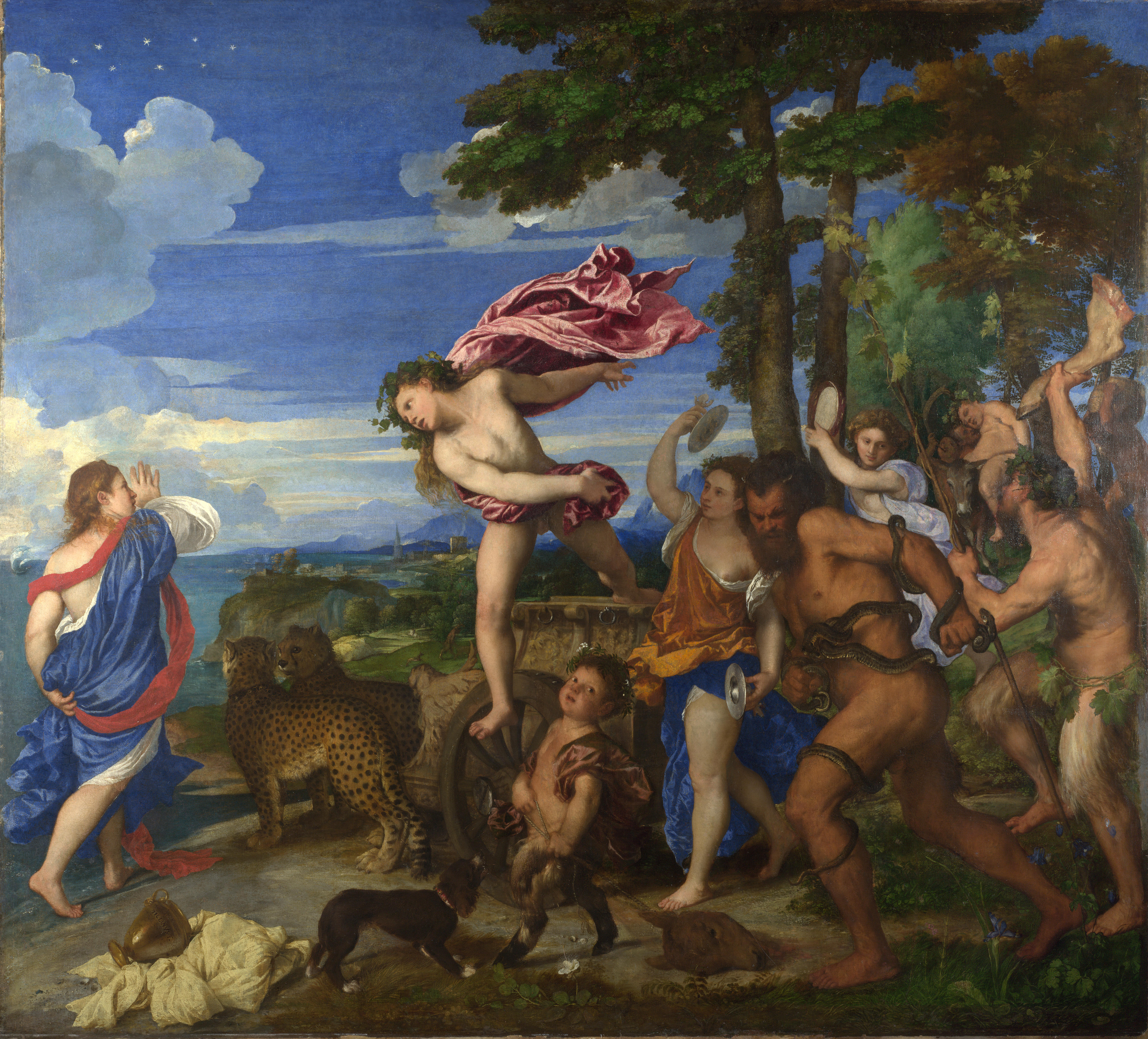
Тіціан: Вакх і Аріадна
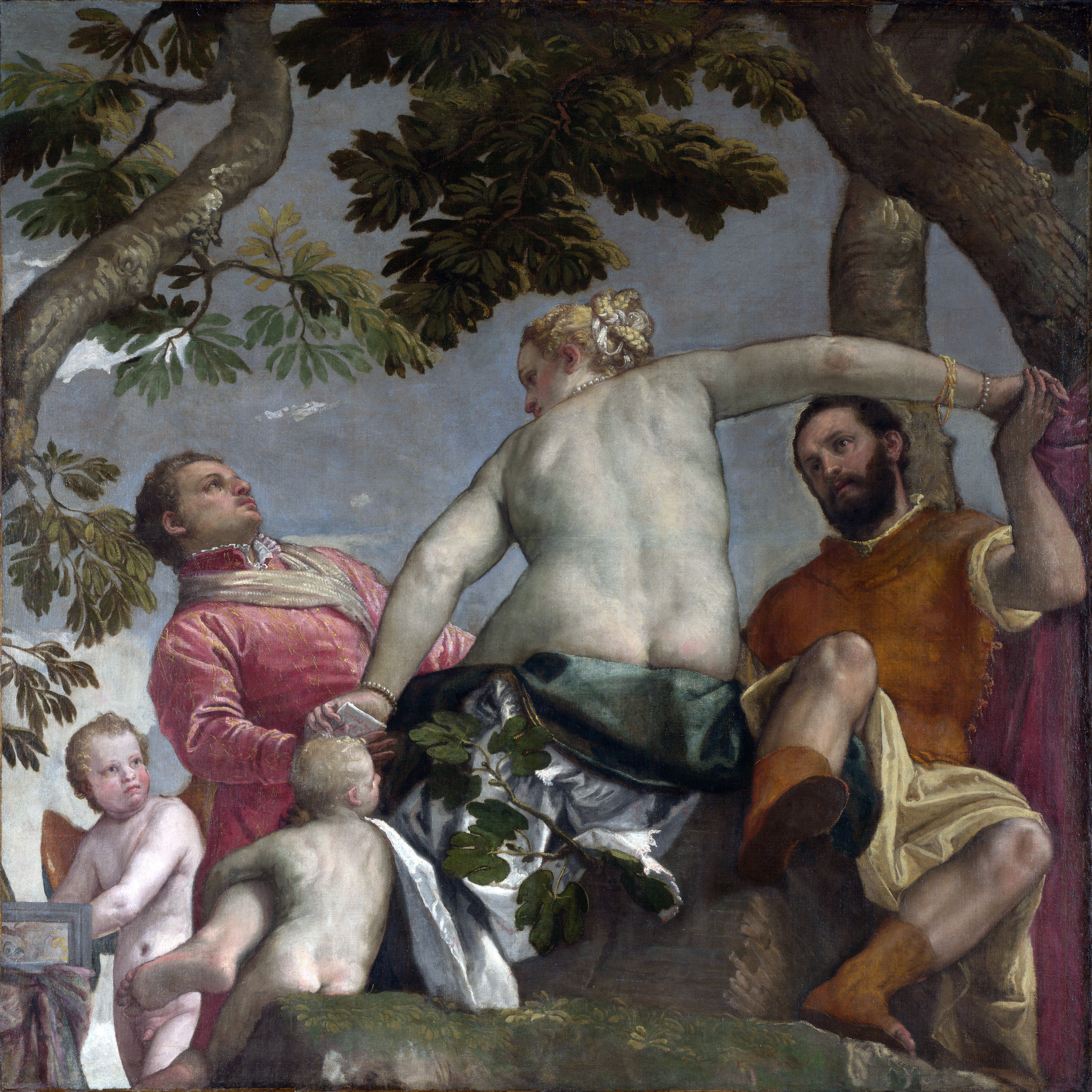
Паоло Веронезе: Невірність
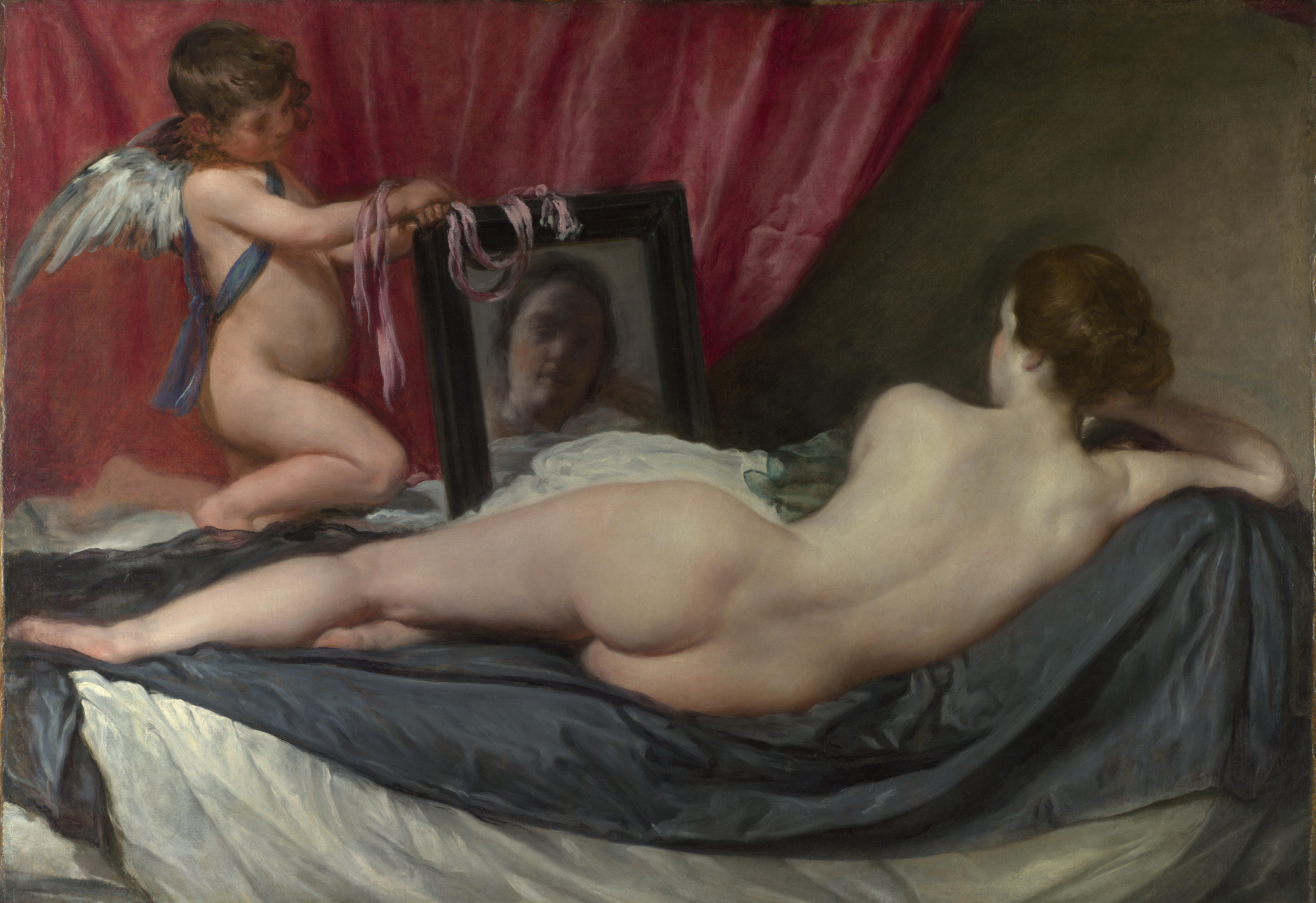
Веласкес: Венера і Амур
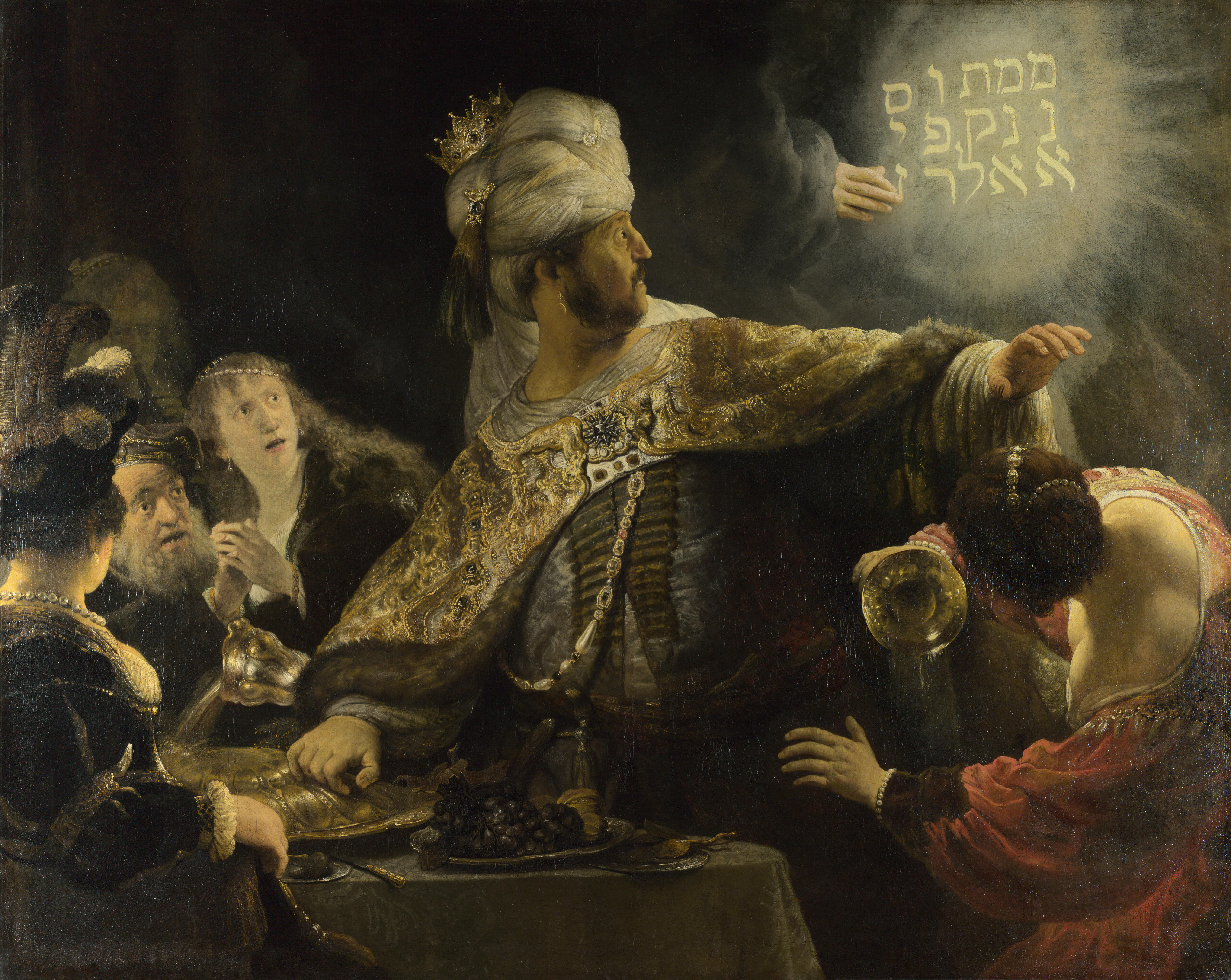
Рембрандт: Свято Валтасара
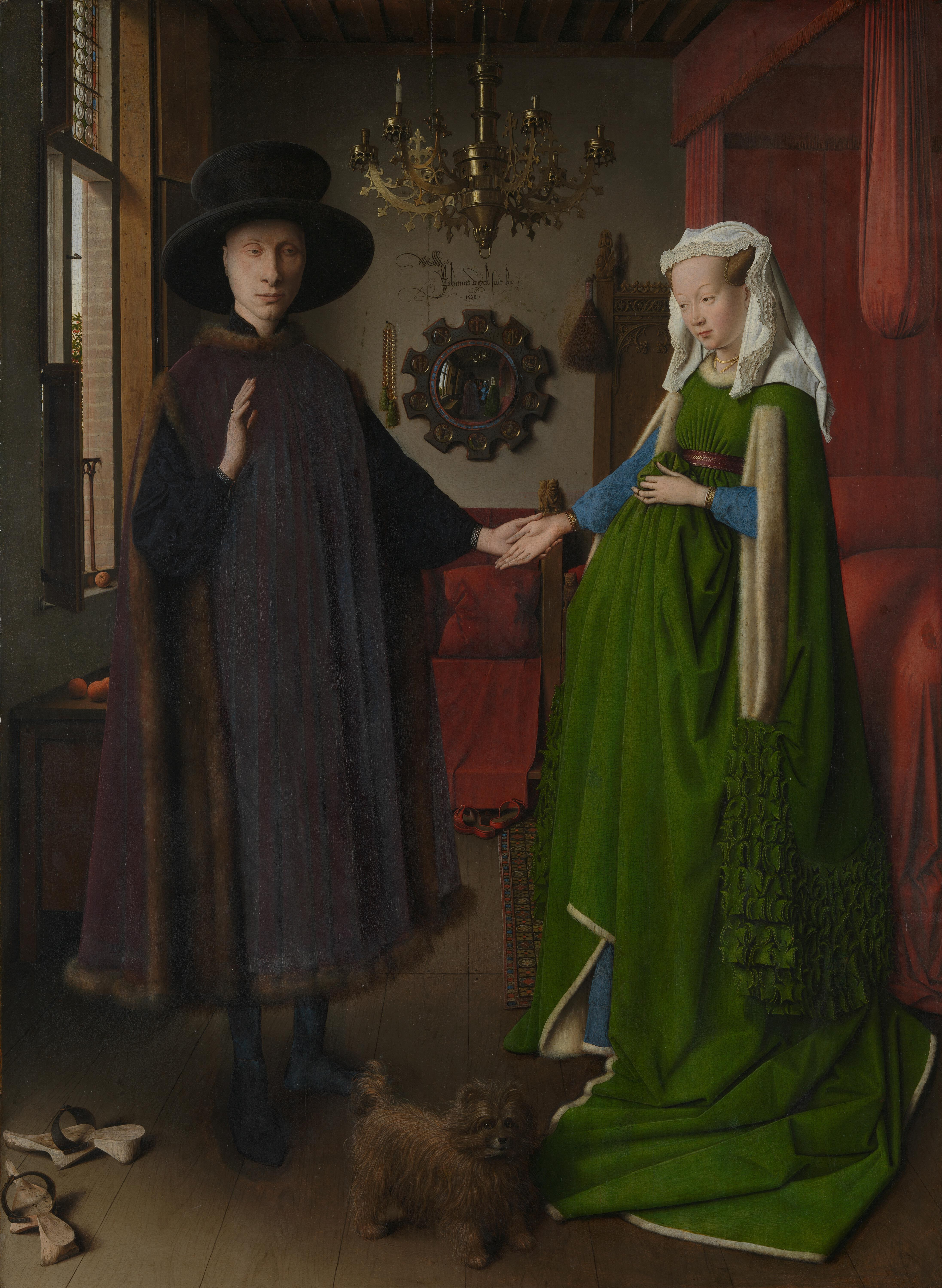
Ян ван Ейк: Портрет подружжя Арнольфіні
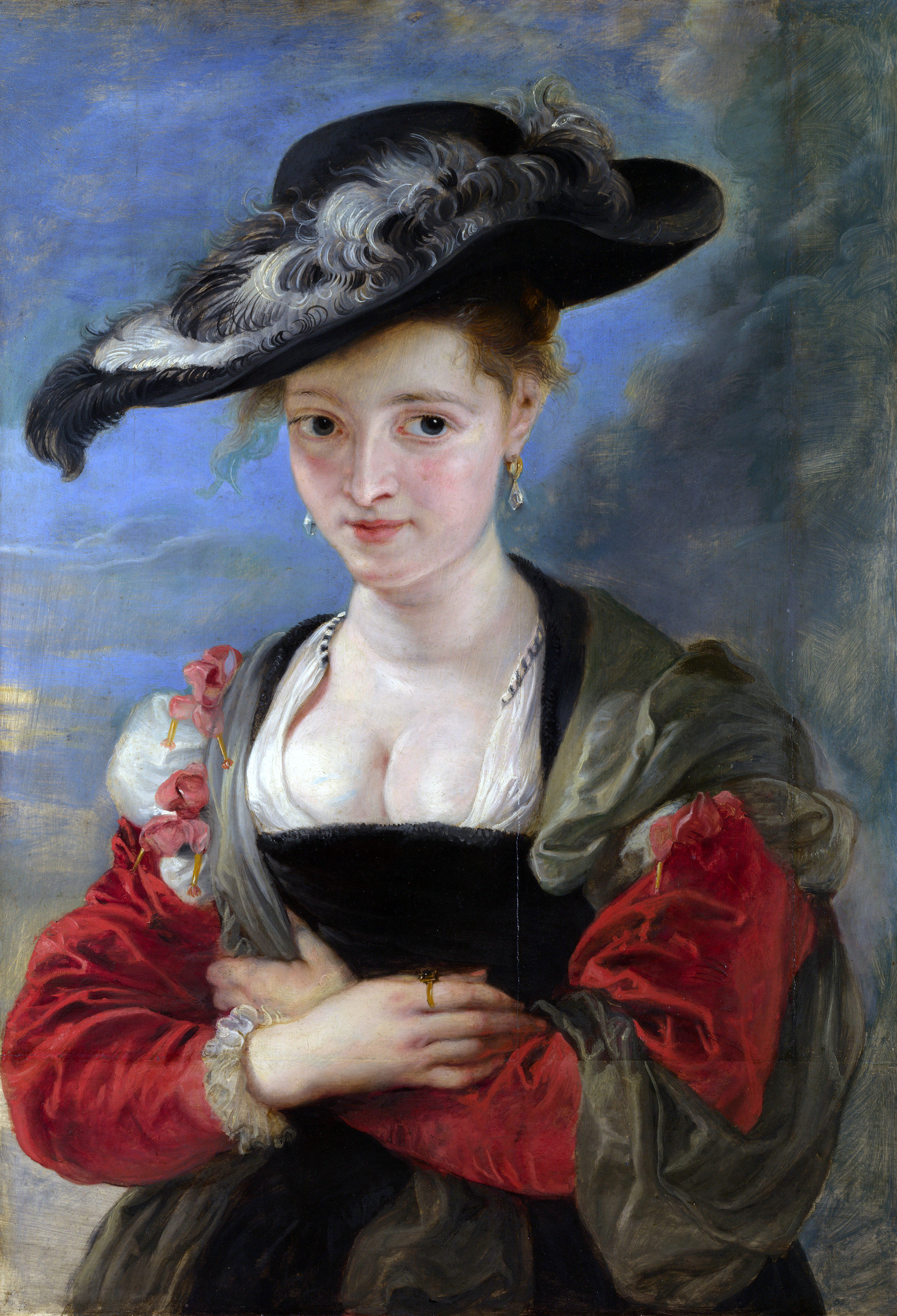
Пітер Пауль Рубенс: Солом'яний капелюшок
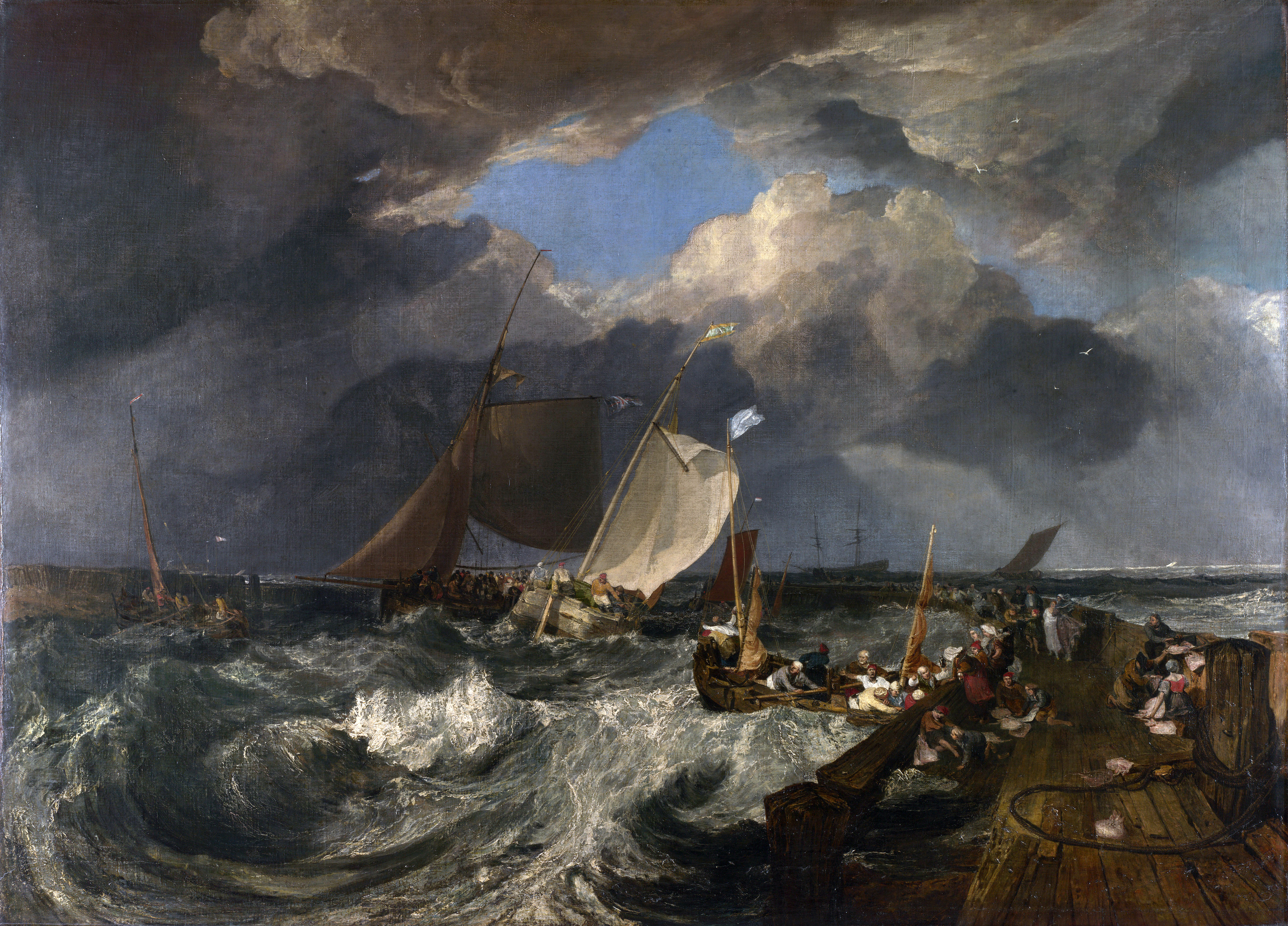
Вільям Тернер: Пірс Кале
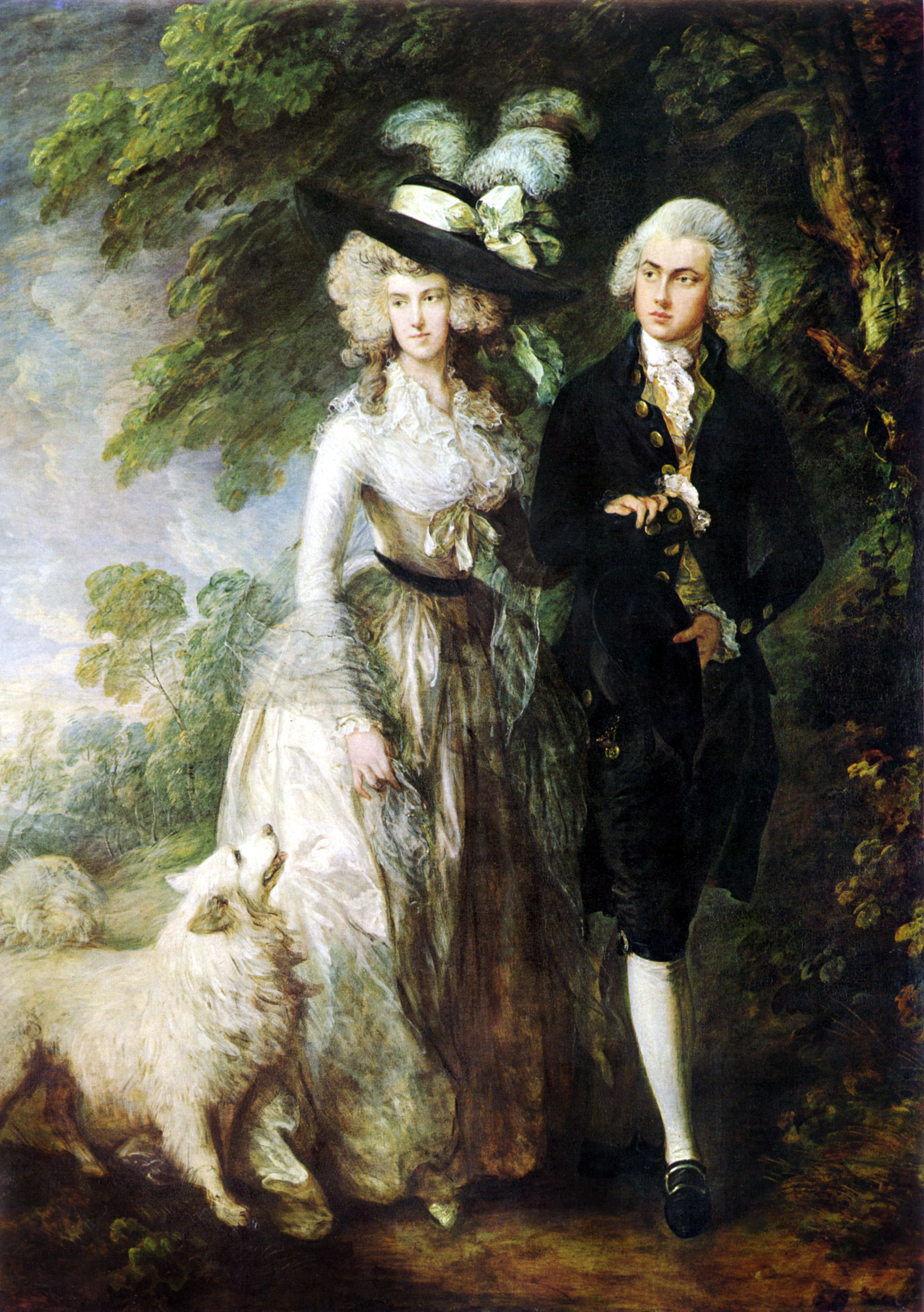
Томас Гейнсборо: Ранкова прогулянка
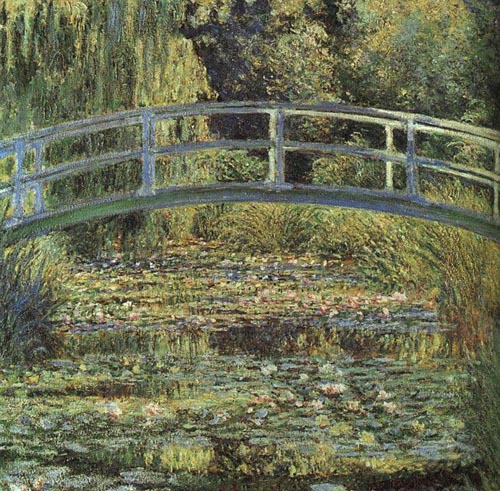
Клод Моне: Ставок з водяними лілеями
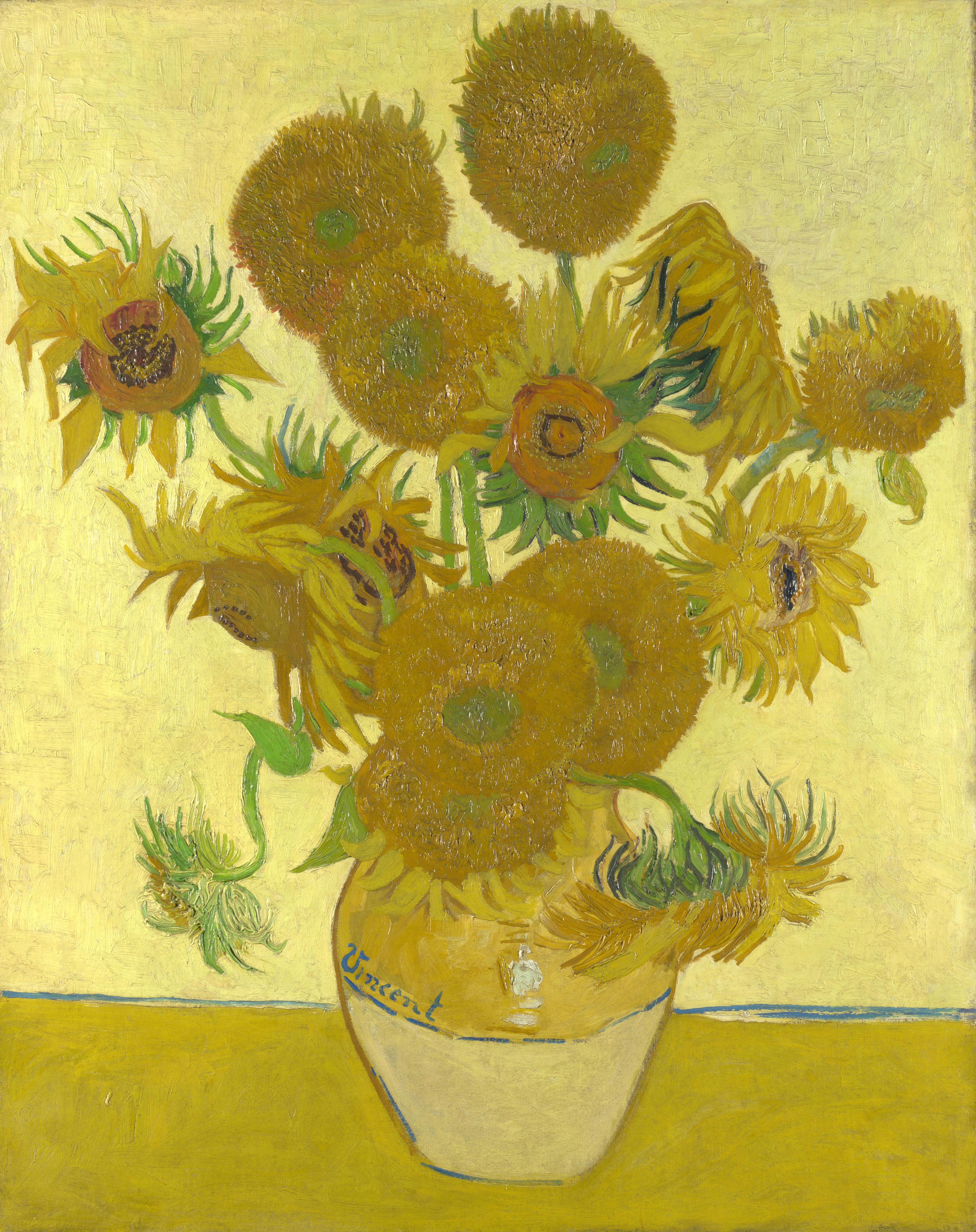
Вінсент ван Гог: Соняшники
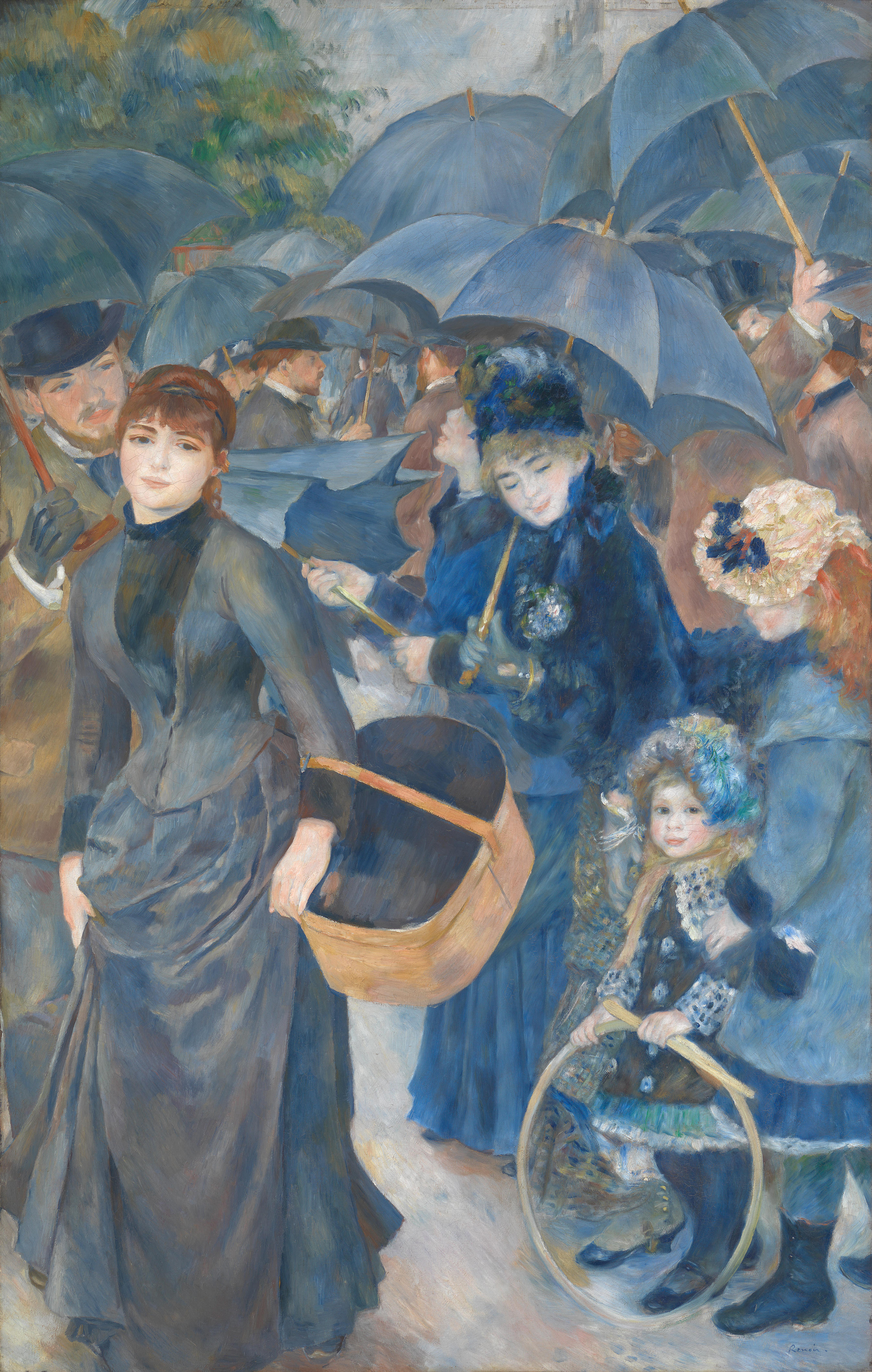
П'єр-Огюст Ренуар: Парасольки